# Ettore Carozzo
Ettore Celestino Carozzo (La Spezia, 23 novembre 1892 – La Spezia, 12 novembre 1951) è stato un editore e antifascista italiano che, a seguito delle persecuzioni politiche durante il ventennio fascista si rifugiò a Parigi dove portò avanti un’intensa attività intellettuale e politica pubblicando e sostenendo le opere degli intellettuali antifascisti perseguitati dal fascismo come Luigi Sturzo, Francesco Saverio Nitti, Carlo Sforza, Gaetano Salvemini e altri.

## Biografia
Figlio di Maria Adelaide Toracca, casalinga, e di Giovanni Carozzo, piccolo imprenditore nel settore della carpenteria meccanica, passò infanzia e gioventù nel quartiere di Migliarina, in località Canaletto, in una famiglia che gli permise di studiare e laurearsi in Ingegneria meccanica frequentando prima l'Università di Pisa dal 1911 e poi, dal 1913, il Politecnico di Torino, dove completerà gli studi il 26 novembre 1919. Durante la Prima guerra mondiale perse un occhio e un braccio e fu decorato al valore militare. Finita la guerra trovò lavoro come insegnante. Nel 1919, dopo l'appello di Luigi Sturzo, A tutti gli uomini liberi e forti, aderì al Partito Popolare e fondò una sezione locale del partito. A causa delle repressione fascista, molti intellettuali che contrastavano il regime si trasferirono a Parigi e lo stesso dovette fare lui dopo che fu schedato dall'Ovra, la polizia segreta fascista, che lo rese oggetto di pedinamenti e indagini a causa delle idee che andava propugnando anche durante la sua attività di insegnante. Lasciato il lavoro di insegnante presso un istituto tecnico della città, si rifugiò quindi a Parigi nel 1923 dove si unì ad altri esuli impegnandosi attivamente a combattere la dittatura fascista mettendo a disposizione degli intellettuali antifascisti la propria tipografia (Librairie Moderne) e una casa editrice da lui fondata, la Société des Éditions Contemporaines, che, nonostante il controllo della polizia politica fascista, riuscì a stampare e distribuire opere antifasciste oltre a dare lavoro ai fuoriusciti italiani. La decisione di diventare editore venne prese anche grazie al fatto che era cognato del noto editore Lotario Vecchi; durante il periodo a Parigi pubblicò le edizioni francesi degli scritti di Gaetano Salvemini, Luigi Sturzo, Carlo Sforza e Francesco Saverio Nitti.  Per camuffare la sua attività antifascista all’estero pubblicò anche un fascicolo mensile filofascista, “Paris e Rome Nouvelle”. Sturzo poi si rifugiò in Inghilterra ma ogni tanto tornava a Parigi dove era ospite a casa di Carozzo che nel frattempo era stato raggiunto dalla moglie Maria Vecchi e dai tre figli, Anna, Giulio e Teresa. Testimonianza della sua attività antifascista si ritrova negli scritti dello stesso Sturzo e in particolare nelle sue ultime lettere a Gabriele De Rosa nelle quali ricordava l'amico Ettore e il suo contributo alla causa. Dopo la guerra tornò a vivere in Italia nella sua casa di Lerici e morì, dimenticato, nell'ospedale di La spezia, a 58 anni, nel 1951.

## Onorificenze
- Croce di cavaliere della Corona d'Italia (Ordine della Corona d'Italia)